# Centre Hall
Centre Hall és una població dels Estats Units a l'estat de Pennsilvània. Segons el cens del 2000 tenia 1.079 habitants.

## Demografia
Segons el cens del 2000, Centre Hall tenia 1.079 habitants, 491 habitatges, i 325 famílies. La densitat de població era de 671,9 habitants per quilòmetre quadrat.
Dels 491 habitatges en un 21% hi vivien nens de menys de 18 anys, en un 57,4% hi vivien parelles casades, en un 5,7% dones solteres, i en un 33,8% no eren unitats familiars. En el 29,5% dels habitatges hi vivien persones soles l'11,2% de les quals corresponia a persones de 65 anys o més que vivien soles. El nombre mitjà de persones vivint en cada habitatge era de 2,2 i el nombre mitjà de persones que vivien en cada família era de 2,69.
Per edats la població es repartia de la següent manera: un 17,1% tenia menys de 18 anys, un 7,5% entre 18 i 24, un 27,2% entre 25 i 44, un 29,4% de 45 a 60 i un 18,8% 65 anys o més.
L'edat mediana era de 44 anys. Per cada 100 dones de 18 o més anys hi havia 92,1 homes.
La renda mediana per habitatge era de 42.143 $ i la renda mediana per família de 49.333 $. Els homes tenien una renda mediana de 34.271 $ mentre que les dones 23.304 $. La renda per capita de la població era de 23.195 $. Entorn de l'1,6% de les famílies i el 2% de la població estaven per davall del llindar de pobresa.

## Poblacions més properes
El següent diagrama mostra les poblacions més properes.